# Ernée (Fluss)
Die Ernée [ɛʁne] ist ein Fluss in Frankreich, der im Département Mayenne in der Region Pays de la Loire verläuft. Sie entspringt im Gemeindegebiet von Levaré, entwässert generell Richtung Süd bis Südwest und mündet nach rund 65 Kilometern im Gemeindegebiet von Saint-Jean-sur-Mayenne als rechter Nebenfluss in die Mayenne.

## Orte am Fluss
- Carelles
- Ernée
- Chailland
- Saint-Germain-le-Guillaume
- Andouillé
- Saint-Germain-le-Fouilloux
- Saint-Jean-sur-Mayenne